# Yamil Montaño
Yamil Carlos Montaño (* 28. Oktober 1981) ist ein bolivianischer Straßenradrennfahrer.
Yamil Montaño gewann 2003 eine Etappe bei der Vuelta a las Americas. 2005 wurde er bolivianischer Vizemeister im Straßenrennen. Im nächsten Jahr wurde er Vizemeister im Einzelzeitfahren und er gewann das Straßenrennen der nationalen Meisterschaft. Außerdem gewann er jeweils eine Etappe beim Doble Sucre Potosí Grand Prix und beim Doble Copacabana Grand Prix Fides. 2007 wurde Montaño erneut Vizemeister im Zeitfahren.

## Erfolge
2006
- eine Etappe Doble Sucre Potosí GP Cemento Fancesa
- Bolivianischer Meister – Straßenrennen
- eine Etappe Doble Copacabana Grand Prix Fides

2008
- eine Etappe Vuelta a Bolivia

2011
- eine Etappe Vuelta a Bolivia

## Teams
- 2008: Equipo Villazon
- 2009: Pío Rico
- 2010: Pío Rico
- 2011: Pío Rico
- 2012: Pío Rico